# 타이 올슨
타일러 "타이" 올슨(영어: Tyler "Ty" Olsson, 1974년 1월 28일 ~ )은 캐나다의 배우이다.

## 출연 작품

### 영화
- 고질라 - 제인웨이 역
- 12 라운드 3: 락 다운
- 혹성탈출: 종의 전쟁 - 렉스 역
- 특수기동대 3: 언더 시즈
- 크라임 시티: 나쁜 놈들의 세상

- 아이 좀비 시즌 1 - 프랫 형사 역